# Tour der neuseeländischen Rugby-Union-Nationalmannschaft nach Europa und Kanada 1935/36
| Tour der All Blacks nach Europa und Kanada 1935/36 | Tour der All Blacks nach Europa und Kanada 1935/36 | Tour der All Blacks nach Europa und Kanada 1935/36 | Tour der All Blacks nach Europa und Kanada 1935/36 | Tour der All Blacks nach Europa und Kanada 1935/36 |
| Übersicht                                          | S                                                  | G                                                  | U                                                  | N                                                  |
| -------------------------------------------------- | -------------------------------------------------- | -------------------------------------------------- | -------------------------------------------------- | -------------------------------------------------- |
| Test Matches                                       | 04                                                 | 02                                                 | 0                                                  | 2                                                  |
| Sonstige Spiele                                    | 26                                                 | 24                                                 | 1                                                  | 1                                                  |
| Gesamt                                             | 30                                                 | 26                                                 | 1                                                  | 3                                                  |
|                                                    |                                                    |                                                    |                                                    |                                                    |
| England                                            | 01                                                 | 0                                                  | 0                                                  | 1                                                  |
| Irland                                             | 01                                                 | 01                                                 | 0                                                  | 0                                                  |
| Schottland                                         | 01                                                 | 01                                                 | 0                                                  | 0                                                  |
| Wales                                              | 01                                                 | 0                                                  | 0                                                  | 1                                                  |

Die Tour der neuseeländischen Rugby-Union-Nationalmannschaft nach Europa und Kanada 1935/36 umfasste eine Reihe von Freundschaftsspielen der All Blacks, der Nationalmannschaft Neuseelands in der Sportart Rugby Union. Das Team reiste von September 1935 bis Januar 1936 durch Großbritannien, Irland und Kanada. Es bestritt während dieser Zeit 30 Spiele, darunter vier Test Matches gegen die Nationalmannschaften der Home Nations. Die All Blacks entschieden 24 Spiele für sich und spielten einmal unentschieden. Niederlagen mussten sie unter anderem gegen die Waliser und erstmals überhaupt gegen die Engländer hinnehmen.

## Spielplan
- Hintergrundfarbe grün = Sieg
- Hintergrundfarbe gelb = Unentschieden
- Hintergrundfarbe rot = Niederlage

(Test Matches sind grau unterlegt; Ergebnisse aus der Sicht Neuseelands)
| #   | Datum              | Gegner                                | Ort         | Stadion                    | Ergebnis |
| --- | ------------------ | ------------------------------------- | ----------- | -------------------------- | -------- |
| 01  | 14. September 1935 | Devon & Cornwall Rugby Football Union | Devonport   | Rectory Ground             | 35:6     |
| 02  | 19. September 1935 | Midland Counties                      | Coventry    | Highfield Road             | 9:3      |
| 03  | 21. September 1935 | Yorkshire & Cumberland                | Bradford    | Lidget Green               | 14:3     |
| 04  | 25. September 1935 | Abertillery RFC und Cross Keys RFC    | Abertillery | Abertillery Park           | 31:6     |
| 05  | 28. September 1935 | Swansea RFC                           | Swansea     | St Helen’s                 | 3:11     |
| 06  | 03. Oktober 1935   | Gloucestershire & Somerset            | Bristol     | Memorial Stadium           | 23:3     |
| 07  | 05. Oktober 1935   | Lancashire & Cheshire                 | Birkenhead  | Birkenhead Park            | 21:8     |
| 08  | 09. Oktober 1935   | Northumberland & Durham               | Gosforth    | Gosforth Ground            | 10:6     |
| 09  | 12. Oktober 1935   | South of Scotland                     | Hawick      | Mansfield Park             | 11:8     |
| 10  | 16. Oktober 1935   | Glasgow/Edinburgh                     | Glasgow     | Old Anniesland             | 9:8      |
| 11  | 19. Oktober 1935   | Combined Services                     | Aldershot   | Aldershot Military Stadium | 6:5      |
| 12  | 22. Oktober 1935   | Llanelli RFC                          | Llanelli    | Stradey Park               | 16:8     |
| 13  | 26. Oktober 1935   | Cardiff RFC                           | Cardiff     | Cardiff Arms Park          | 20:5     |
| 14  | 31. Oktober 1935   | Newport RFC                           | Newport     | Rodney Parade              | 17:5     |
| 15. | 02. November 1935  | London Counties                       | London      | Twickenham Stadium         | 11:0     |
| 16  | 07. November 1935  | Oxford University RFC                 | Oxford      | Iffley Road                | 10:9     |
| 17  | 09. November 1935  | Hampshire & Sussex                    | Bournemouth | Dean Court                 | 14:8     |
| 18  | 14. November 1935  | Cambridge University RUFC             | Cambridge   | Grange Road                | 25:5     |
| 19  | 16. November 1935  | Leicestershire & East Midlands        | Leicester   | Welford Road Stadium       | 16:3     |
| 20  | 23. November 1935  | Schottland                            | Edinburgh   | Murrayfield Stadium        | 18:8     |
| 21  | 27. November 1935  | North of Scotland                     | Aberdeen    | Linksfield Stadium         | 12:6     |
| 22  | 30. November 1935  | Ulster Rugby                          | Belfast     | Ravenhill Stadium          | 3:3      |
| 23  | 07. Dezember 1935  | Irland                                | Dublin      | Lansdowne Road             | 17:9     |
| 24  | 12. Dezember 1935  | Mid-Districts                         | Aberdare    | Athletic Ground            | 31:10    |
| 25  | 14. Dezember 1935  | Neath RFC & Aberavon RFC              | Aberavon    | Aberavon Ground            | 13:3     |
| 26  | 21. Dezember 1935  | Wales                                 | Cardiff     | Cardiff Arms Park          | 12:13    |
| 27  | 26. Dezember 1935  | London Counties                       | London      | Twickenham Stadium         | 24:5     |
| 28  | 04. Januar 1936    | England                               | London      | Twickenham Stadium         | 0:13     |
| 29  | 25. Januar 1936    | Vancouver                             | Vancouver   | Brockton Point Oval        | 32:0     |
| 30  | 29. Januar 1936    | Victoria (B.C.)                       | Victoria    | MacDonald Park             | 27:3     |

## Test Matches
| 23. November 1935 | Schottland                              | 8 : 18         | Neuseeland                                           | Murrayfield Stadium, Edinburgh Zuschauer: 60.000 Schiedsrichter: Cyril Gadney (England) |
| 23. November 1935 | Versuche: Dick Fyfe Erhöhungen: Murdoch | (3:13) Bericht | Versuche: Caughey (3) Hadley Erhöhungen: Gilbert (3) | Murrayfield Stadium, Edinburgh Zuschauer: 60.000 Schiedsrichter: Cyril Gadney (England) |

Aufstellungen:
- Schottland: John Beattie, Bill Burnet, Charles Dick, James Forrest, Kenneth Fyfe, George Gray, Robert Grieve, Jimmy Kerr, Lindsay Lambie, Ross Logan, William Murdoch, Duncan Shaw, Wilson Shaw , David Thom, Jack Waters
- Neuseeland: Harcourt Caughey, Michael Gilbert, Jack Griffiths, Bill Hadley, George Hart, Jack Hore, Ronald King, Arthur Lambourn, Roderick MacKenzie, Atholstan Mahoney, Jack Manchester , Neville Mitchell, Charles Oliver, Tori Reid, Joey Sadler

| 7. Dezember 1935 | Irland                                        | 9 : 17         | Neuseeland                                                                  | Lansdowne Road, Dublin Zuschauer: 30.000 Schiedsrichter: Rupert Jeffares (Irland) |
| 7. Dezember 1935 | Versuche: Beamish Straftritte: Bailey Siggins | (6:11) Bericht | Versuche: Hart Mitchell Oliver Erhöhungen: Gilbert Straftritte: Gilbert (2) | Lansdowne Road, Dublin Zuschauer: 30.000 Schiedsrichter: Rupert Jeffares (Irland) |

Aufstellungen:
- Irland: Aidan Bailey, Charles Beamish, Vesey Boyle, Seamus Deering, Thomas Dunn, Robert Graves, Victor Hewitt, George Malcolmson, George Morgan, Dermot Morris, Joseph O’Connor, William Ross, Jack Siggins , Samuel Walker, Clive Wallis
- Neuseeland: Harcourt Caughey, Douglas Dalton, Michael Gilbert, Jack Griffiths, Bill Hadley, George Hart, Ronald King, Arthur Lambourn, Jack Manchester , Hugh McLean, Neville Mitchell, Atholstan Mahoney, Charles Oliver, Tori Reid, Joey Sadler

| 21. Dezember 1935 | Wales                                                | 13 : 12       | Neuseeland                                                | Cardiff Arms Park, Cardiff Zuschauer: 50.000 Schiedsrichter: Cyril Gadney (England) |
| 21. Dezember 1935 | Versuche: Davey G. Jones (2) Erhöhungen: Jenkins (2) | (0:3) Bericht | Versuche: Ball (2) Erhöhungen: Gilbert Dropgoals: Gilbert | Cardiff Arms Park, Cardiff Zuschauer: 50.000 Schiedsrichter: Cyril Gadney (England) |

Aufstellungen:
- Wales: Claude Davey , Vivian Jenkins, Clifford Jones, Geoffrey Jones, James Lang, Harry Payne, Glyn Prosser, Arthur Rees, Idwal Rees, Thomas Rees, Haydn Tanner, Donald Tarr, Edward Watkins, Trevor Williams, Wilfred Wooller
- Neuseeland: Kelly Ball, Douglas Dalton, Michael Gilbert, Jack Griffiths, Bill Hadley, George Hart, Ronald King, Arthur Lambourn, Atholstan Mahoney, Jack Manchester , Hugh McLean, Neville Mitchell, Charles Oliver, Tori Reid, Joey Sadler

| 4. Januar 1936 | England                                           | 13 : 0        | Neuseeland | Twickenham Stadium, London Zuschauer: 73.000 Schiedsrichter: Wilfred Faull (Wales) |
| 4. Januar 1936 | Versuche: Obolenski (2) Sever Erhöhungen: Cranmer | (6:0) Bericht |            | Twickenham Stadium, London Zuschauer: 73.000 Schiedsrichter: Wilfred Faull (Wales) |

Aufstellungen:
- England: Peter Candler, Allan Clarke, Peter Cranmer, Philip Dunkley, Bernard Gadney , Ronald Gerrard, Edward Hamilton-Hill, Douglas Kendrew, Raymond Longland, Edward Nicholson, Alexander Obolenski, Tuppy Owen-Smith, Hal Sever, Charles Webb, William Weston
- Neuseeland: Kelly Ball, Harcourt Caughey, Mervyn Corner, Michael Gilbert, Bill Hadley, Jack Hore, Ronald King, Arthur Lambourn, Atholstan Mahoney, Jack Manchester , Hugh McLean, Neville Mitchell, Charles Oliver, Tori Reid, Eric Tindill

## Kader

### Management
- Tourmanager: Vincent Meredith
- Kapitän: Jack Manchester

### Spieler
| Spieler          | Position         | Mannschaft |
| ---------------- | ---------------- | ---------- |
| Harcourt Caughey | Halbspieler      | Auckland   |
| Mervyn Corner    | Halbspieler      | Auckland   |
| Jack Griffiths   | Halbspieler      | Wellington |
| Rusty Page       | Halbspieler      | Wellington |
| Joey Sadler      | Halbspieler      | Wellington |
| David Solomon    | Halbspieler      | Auckland   |
| Eric Tindill     | Halbspieler      | Wellington |
| Nelson Ball      | Dreiviertelreihe | Wellington |
| Henry Brown      | Dreiviertelreihe | Auckland   |
| George Hart      | Dreiviertelreihe | Canterbury |
| Neville Mitchell | Dreiviertelreihe | Southland  |
| Charles Oliver   | Dreiviertelreihe | Canterbury |
| Michael Gilbert  | Schlussmann      | West Coast |

| Spieler            | Position | Mannschaft       |
| ------------------ | -------- | ---------------- |
| George Adkins      | Stürmer  | South Canterbury |
| Jack Best          | Stürmer  | Marlborough      |
| Bill Collins       | Stürmer  | Hawke’s Bay      |
| Douglas Dalton     | Stürmer  | Hawke’s Bay      |
| Bill Hadley        | Stürmer  | Auckland         |
| John Hore          | Stürmer  | Otago            |
| Ronald King        | Stürmer  | West Coast       |
| Arthur Lambourn    | Stürmer  | Wellington       |
| Atholstan Mahoney  | Stürmer  | Bush             |
| Jack Manchester    | Stürmer  | Canterbury       |
| Roderick MacKenzie | Stürmer  | Manawatu         |
| Hubert McLean      | Stürmer  | Auckland         |
| Cyril Pepper       | Stürmer  | Auckland         |
| Tori Reid          | Stürmer  | Hawke’s Bay      |
| Frederick Vorrath  | Stürmer  | Otago            |
| James Wynyard      | Stürmer  | Waikato          |